# Highlander: L'ultimo McLeod
Highlander: L'ultimo MacLeod è un videogioco basato sulla serie animata Highlander.

## Trama
Il giocatore controlla Quentin MacLeod, il giovane Immortale in giro per sconfiggere il cattivo Kortan che ha ucciso sua madre e rapito gli abitanti del suo villaggio. La tipologia di gioco segue la serie di Alone in the Dark o Resident Evil nel quale il giocatore si muove attraverso un mondo in 3d (visto da molte telecamere angoli fissi), combatte contro mostri, colleziona oggetti e risolve problemi. Il gioco ha al suo interno filmati della serie animata per muoversi nella storia.

## Cast
Il gioco utilizza gli stessi doppiatori originali della serie animata:
- Miklos Perlos è Quentin MacLeod
- Ben Campbell è Ramirez
- Lawrence Bayne è Kortan
- Katie Zegers è Clyde
- Don Dickinson è Arak
- Lorne Kennedy è Malone
- Graham Halley è Mangus
- Wayne Robson è Esklepios
- Tracy Moore è la madre di Quentin
- Cal Dodd è l'aiutante di Mangus
- Harvey Aitkin è Hunters